# Ingusföld

Az Ingus Köztársaság (ingus nyelven: ГӀалгӀай Мохк, Ğalğaj Moxk) Oroszország autonóm köztársasága, nevét az őshonos ingus népcsoportról kapta. Az Észak-kaukázusi régióban található, fővárosa Magasz. Ingusföld Oroszország egyik legszegényebb régiója, melyet ráadásul folyamatos konfliktusok is terhelnek az orosz-csecsen harcok következtében.

## Fekvése és domborzata
Ingusföld Oroszország délnyugati részén, Csecsenföld, Észak-Oszétia és Grúzia között terül el.
Területén a Kaukázus északi vonulatai és Kaszpi-mélyföld déli területei helyezkednek el.
Ingusföld kontinentális éghajlatú, az éves átlagos középhőmérséklet +10 °C (januárban átlag -10 °C, júliusban 21 °C). Az átlagos csapadék mennyiség 450–65 mm.
Folyói: Szunzsa, Assza, Armhi, Fartangoj.

## Történelme
1992. június 4-én alakult, amikor kettévált a korábbi Csecsen-Ingus Autonóm Szovjet Szocialista Köztársaság.

## Népesség
A terület lakossága 2010-ben 412 997 fő volt, melynek nagy részét (94,1%) az északkelet-kaukázusi nyelvet beszélő ingus nép teszi ki. Legnagyobb kisebbség a csecsen (4,6%), ezt követi az orosz (0,8%) és az ukrán (0,5%).
A 2002-es népszámláláson mért 467 294 főhöz képest  jelentős csökkenést regisztráltak 2010-ben. A városi lakosság aránya 42,5%-ról 38,3%-ra csökkent.

### Települések
Ingusföldön (a 2010. évi népszámláláskor) 4 város és 118 falusi település található, azonban az utóbbiak többsége, szám szerint 74 lakatlan.
A 2010. évi népszámlálás adatai szerint Ingusföldön 38% a városi (városokban vagy városi jellegű településeken élő) népesség aránya. Ingusföldön található Oroszország legnépesebb falusi települése, Ordzsonyikidzevszkaja, mely 61 598 lakosával az egész világon is a legnagyobbak közé tartozik. Összesen 20 falu népessége éri el a háromezer főt, melyek együttesen a köztársaság lakosainak 57%-a számára nyújtanak otthont, így ezek a nagy- és óriásfalvak határozzák meg a településhálózatot.
Ingusföld városai a következők (2010. évi népességükkel):
- Magasz (2502)
- Nazrany (93 335)
- Malgobek (31 018)
- Karabulak (30 961)

## Közigazgatás és önkormányzatok
Ingusföld (a 2010. évi népszámláláskor) közigazgatási szempontból 4 járásra oszlik, és mind a 4 város köztársasági alárendeltségű, így nem tartoznak egyik járáshoz sem.
Az önkormányzatok területi beosztása megegyezik a közigazgatási felosztással. A 4 járás mindegyikében járási önkormányzat működik, míg a városok a járásoktól független városi körzetet alkotnak, melyeknek egyszintű önkormányzata van, egyszerre gyakorolják a járási és a községi önkormányzati hatásköröket. A járásokhoz összesen 37 falusi község tartozik.
A járások és székhelyeik:
- Dzsejrahi járás (Dzsejrah)
- Malgobeki járás (Malgobek)
- Nazranyi járás (Nazrany)
- Szunzsai járás (Ordzsonyikidzevszkaja)

## Látnivalók
Az Assza és az Armhi folyók vidéke, Dzsejrah–Assza történeti-kulturális komplexum néven, 1996 óta szerepel az UNESCO világörökségi javaslati listáján.

## Kultúra

### Gasztranómia
A legismertebb ingus fogás a csapilg vagy csapilgus, egy a palacsintára küllemre nagyon hasonló tésztás étel, amelyet burgonyával vagy sajttal töltenek meg. A gasztronómia sok hasonlóságot mutat a csecsen konyhával is, mivel erre is közkedvelt egy másik töltelékes tésztaféleség, a hingals, ami Csecsenföldön is éppolyan népszerű. A harmadik nemzeti eledele az ingusoknak a hotor, amely három réteg tésztából áll és darálthússal, kaporral, vékonyra vágott hagymával, valamint korianderrel töltik meg.

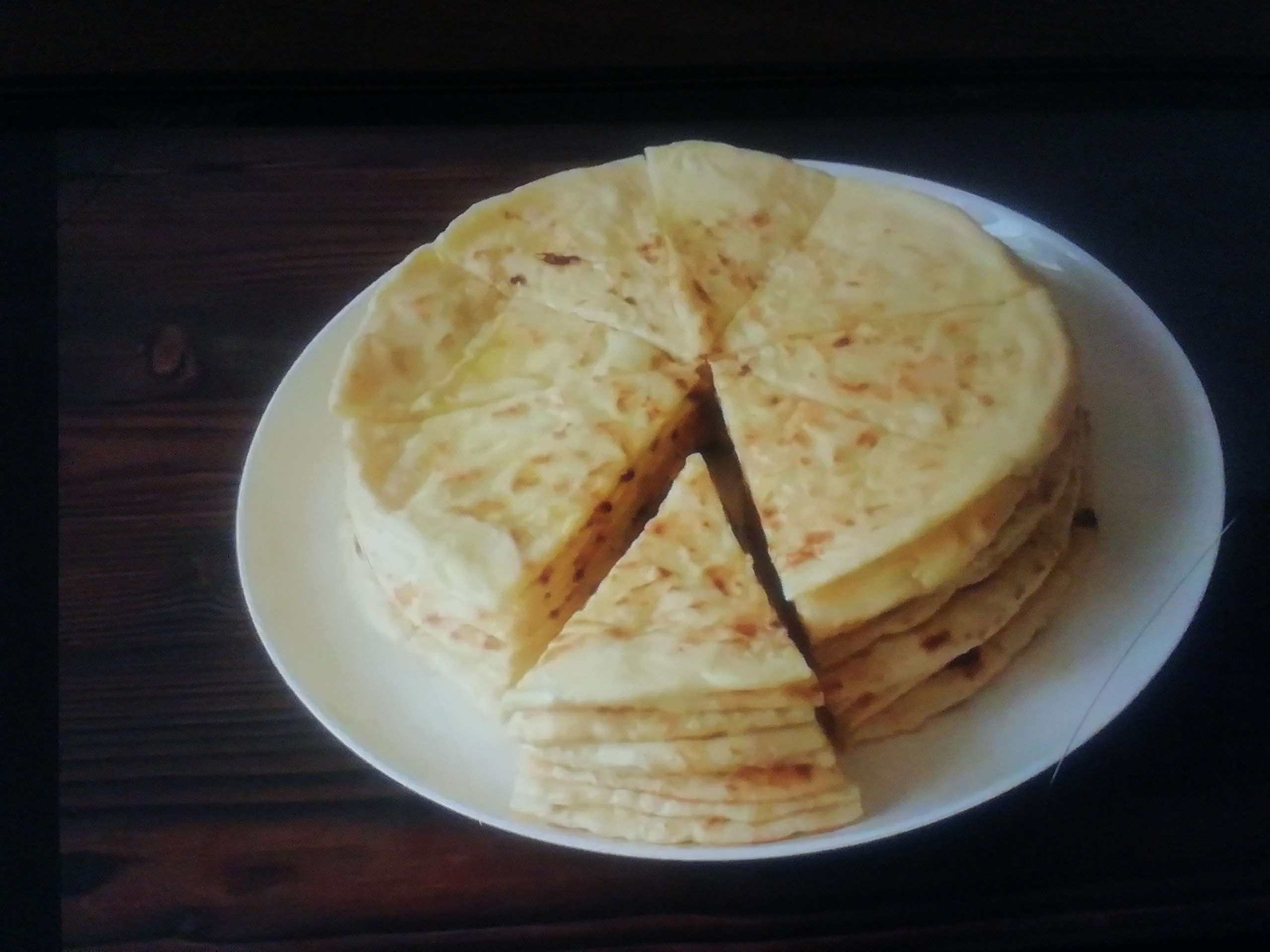
Csapilg
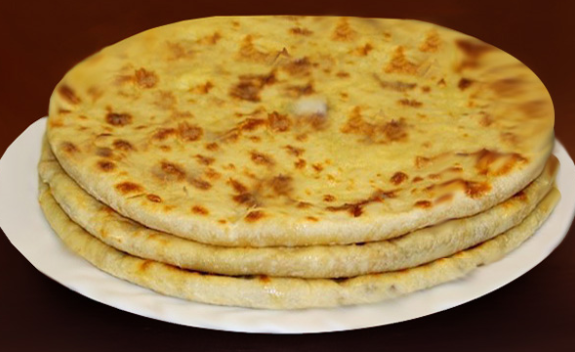
Hotor

## Politika
Ingusföld élén a köztársaság vezetője áll (oroszul: glava).
- Junusz-Bek Bamatgirejevics Jevkurov (vezérőrnagy): 2008. október 30-tól a köztársasági elnök feladatait ideiglenesen ellátó megbízottként működött. (Elődje Murat Jazikov volt).

2013. szeptember 8-án választották meg Ingusföld vezetőjének  – a köztársasági elnök funkció ui. megszűnt. 2018. szeptember 9-én Ingusföld parlamentje másodszor is megválasztotta a tisztségre.
Hivatali idejének lejárta előtt, 2019. június 25-én bejelentette lemondási szándékát. A következő napon Putyin elnök elfogadta lemondását.
- Mahmud-Ali Kalimatov: 2019. június 26-ától Putyin elnök rendeletével a köztársaság vezetőjének feladatait ideiglenesen ellátó megbízott.[8]

## Ingusföld a művészetekben
- John Le Carré:Our Game
- David LeCompte: Groznij-ból nincs menekvés